# Aphrophora similis
Aphrophora similis is een halfvleugelig insect uit de familie Aphrophoridae. De wetenschappelijke naam van deze soort is voor het eerst geldig gepubliceerd in 1888 door Lethierry.